# Фраймерсгайм (Південний Вайнштрассе)
Фраймерсгайм (нім. Freimersheim) — громада в Німеччині, розташована в землі Рейнланд-Пфальц. Входить до складу району Південний Вайнштрассе. Складова частина об'єднання громад Еденкобен.
Площа — 5,37 км2. Населення становить 992 ос. (станом на 31 грудня 2020).